# Stef Minnebo
Stef Minnebo (1958) is een Belgisch componist, arrangeur, muziekpedagoog en gitarist.

## Levensloop
Minnebo kreeg gitaarles aan de Rijksmuziekacademie van Antwerpen. Vervolgens studeerde hij jazz, amusementsmuziek en compositie aan het Koninklijk Vlaams Conservatorium Antwerpen bij onder anderen Peter Verbraken en Freddy Sunder.
Stef is docent klassieke en elektrische gitaar, ensembles en jazztheorie in MAGO Antwerpen en aan de Academie voor Muziek, Woord, Dans in Heist-op-den-Berg. In deze laatste school richtte hij de afdeling Jazz en Lichte Muziek op en was er 10 jaar coördinator. Van 1999 tot 2009 was hij gastdocent arrangement & compositie aan de Artesis Plantijn Hogeschool Antwerpen.
Hij was gitarist in de North Side Bigband (1990- 2017) en is gitarist, bassist of dirigent in diverse projecten. Ook coördineerde en doceerde hij de jaarlijkse Jazz en Pop zomerstage in Dworp, onder de vleugels van Jeugd en Muziek Antwerpen.
Als componist/ arrangeur schreef hij 65 gepubliceerde werken voor gitaar, koor, jeugdensembles, blaasorkest,  symfonisch orkest, plus een groot aantal ongepubliceerde werken. Zijn stijl kenmerkt zich door een combinatie van elementen uit klassieke muziek, wereldmuziek en jazz.

## Prijzen
In 1993 ontving hij de BAP (Belgische Artistieke Promotie) prijs van Sabam.
In 2009 werd het Wik percussie ensemble in Kerkrade wereldkampioen met zijn stuk “Triangle”, in 2010 werden zij Nationaal Vlamokampioen met “Friendly Fire”.
In 2013 ging 'Red Star Line' in première (De Singel, Antwerpen; orkest De Scheldezonen), een compositie voor harmonie- orkest met als thema de scheepvaartmaatschappij die 2 miljoen mensen vervoerde van Antwerpen naar New York en Philadelphia (1873- 1935).
In 2016 werd 'Les Ailes Rouges De La Guerre' gecreëerd. Het zijn 4 teksten van Emile Verhaeren getoonzet voor koor en strijkers (er is ook een versie voor bariton en harmonieorkest).

## Composities

### Werken voor harmonie- en fanfareorkesten
- 2005 A Taste For Music, voor harmonie- of fanfareorkest
- 2011 Friendly Fire, voor blazersensemble, gitaren en uitgebreide slagwerkgroep
- Full Option, voor harmonieorkest[1]
- Join The Club, voor harmonie- of fanfareorkest of brassband
- Matchpoint, voor harmonie- of fanfareorkest
- Olhos Verdes, voor harmonie- of fanfareorkest

### Werken voor ensembles
- 2003 Pleased To Meet You
- An African Tale
- Catch The Tune
- Lost And Found
- Make Your Move
- Room For Two
- Slow Motion